# Rock the City
 (janvier 2017).
Si vous disposez d'ouvrages ou d'articles de référence ou si vous connaissez des sites web de qualité traitant du thème abordé ici, merci de compléter l'article en donnant les références utiles à sa vérifiabilité et en les liant à la section « Notes et références ».
 (janvier 2017).
Rock the City est un festival de musique rock belge fondé en 2005.
Le projet Rock The City est initié par l'ASBL Music Productive et réunit deux événements : 
- d’une part le Tremplin Rock The City qui permet de favoriser la découverte d'artistes belges ;
- d’autre part, le Festival Rock The City en lui-même.

Le Rock The City est le seul évènement plein air dédié au Rock et à la découverte en région bruxelloise.[réf. nécessaire] Les quatre premières éditions se sont déroulées dans le parc de Woluwe. Dans l'impossibilité de trouver un lieu accueillant dans les délais imposés suite l'expulsion du festival du parc de Woluwe, les organisateurs ont été contraints d'annuler l'édition 2009. Ils espéraient pouvoir redémarrer en 2010, mais cela na pas été possible.
Les festivaliers ont un accès gratuit au réseau de transports en commun bruxellois (STIB) et sont invités à trier leurs déchets.[réf. nécessaire]

## Historique
Sont déjà passés sur les planches du Rock The City : 
- En 2005 : I am X, Hollywood Porn Stars, Bacon Caravan Creek, SFP, Zaccharia, The Alpha Verticals, Feel B, The Skamurai Munchies et The Ignition
- En 2006 : Das Pop, Rhesus, Montevidéo, Waldorf, Puggy, Diplomat, In a Daze et Airport City Express.
- En 2007 : Mud Flow, Sharko, Minérale, Confuse The Cat, Allan Muller, The Von Durden Party Project, RionsnoiR et Burning in Vegas.
- En 2008 : Main Stage : ARID, Joshua, Puggy, Compuphonic, Mint, Las Buenas Ondas, Les Héritiers et Family Jammin.

Second Stage : Freaky Age, Poney Express, The Diplomat, Nestor !, Pixelrace et Bikinians.